# Dīmītrios Kōnstantopoulos
Dīmītrios Kōnstantopoulos (in greco: Δημήτριος Κωνσταντόπουλος; Salonicco, 29 novembre 1978) è un ex calciatore greco, di ruolo portiere.

## Carriera

### Club

#### Inizi
Muove i suoi primi passi in Grecia nel Kalamata, prima di approdare - dopo una parentesi in Portogallo al Farense - all'Hartlepool United in Inghilterra nel 2003, nella terza serie inglese.
Il 25 maggio 2007 il Coventry City comunica di averne prelevato il cartellino a parametro zero. Scavalcato nelle gerarchie sia da Andy Marshall, che da Kasper Schmeichel, il 24 marzo 2008 passa in prestito secco al Nottingham Forest. Tre giorni dopo - durante la sua prima sessione di allenamento con i nuovi compagni - si frattura il tendine d'Achille, terminando in anticipo la stagione.
Il 24 ottobre 2008 passa in prestito per un mese allo Swansea City. Il 9 febbraio 2009 passa in prestito al Cardiff City per sopperire all'infortunio di Peter Enckelman.

#### Il ritorno in Grecia e il passaggio al Middlesbrough
Il 22 luglio 2010 - a distanza di otto anni - torna in Grecia, passando al Kerkyra. Il 13 luglio 2011 si lega per mezzo di un biennale all'AEK Atene. Esordisce nelle competizioni europee il 18 agosto 2011 contro la Dinamo Tbilisi, partita valida per l'accesso alla fase a gironi di Europa League.
Il 16 agosto 2013 sottoscrive un contratto di sei mesi con il Middlesbrough, in Championship. Il 16 gennaio 2014 rinnova il proprio contratto fino al termine della stagione. Partito inizialmente come terza scelta tra i pali, in seguito alla cessione di Shay Given diventa il portiere titolare della rosa.
Il 1º maggio 2014 si accorda con la società sulla base di un prolungamento annuale.

### Nazionale
Esordisce con la selezione ellenica il 4 giugno 2011 in occasione di Grecia-Malta (3-1), partita valida per le qualificazioni agli Europei 2012.

## Statistiche

### Presenze e reti nei club
Statistiche aggiornate al 30 giugno 2017.
| Stagione              | Squadra               | Campionato            | Campionato | Campionato | Coppe nazionali | Coppe nazionali | Coppe nazionali | Coppe continentali | Coppe continentali | Coppe continentali | Altre coppe | Altre coppe | Altre coppe | Totale | Totale |
| Stagione              | Squadra               | Comp                  | Pres       | Reti       | Comp            | Pres            | Reti            | Comp               | Pres               | Reti               | Comp        | Pres        | Reti        | Pres   | Reti   |
| --------------------- | --------------------- | --------------------- | ---------- | ---------- | --------------- | --------------- | --------------- | ------------------ | ------------------ | ------------------ | ----------- | ----------- | ----------- | ------ | ------ |
| 2002-2003             | Farense               | SL                    | 0          | 0          | CP              | 0               | 0               | -                  | -                  | -                  | -           | -           | -           | 0      | 0      |
| 2003-2004             | Hartlepool Utd        | SD                    | 0          | 0          | FACup+CdL       | 0               | 0               | -                  | -                  | -                  | FLT         | 0           | 0           | 0      | 0      |
| 2004-2005             | Hartlepool Utd        | SD                    | 25+3       | -32 + -6   | FACup+CdL       | 5+1             | -1 + -1         | -                  | -                  | -                  | FLT         | 3           | -6          | 37     | -46    |
| 2005-2006             | Hartlepool Utd        | FL1                   | 46         | -59        | FACup+CdL       | 2+2             | -3 + -4         | -                  | -                  | -                  | FLT         | 1           | -1          | 51     | -67    |
| 2006-2007             | Hartlepool Utd        | FL2                   | 46         | -40        | FACup+CdL       | 3+2             | -4 + -0         | -                  | -                  | -                  | FLT         | 0           | 0           | 51     | -44    |
| Totale Hartlepool Utd | Totale Hartlepool Utd | Totale Hartlepool Utd | 117+3      | -132 + -6  |                 | 15              | -13             |                    | -                  | -                  |             | 4           | -7          | 139    | -158   |
| 2007-mar. 2008        | Coventry City         | FLC                   | 21         | -34        | FACup+CdL       | 2+0             | -2              | -                  | -                  | -                  | -           | -           | -           | 23     | -36    |
| mar.-giu. 2008        | Nottingham Forest     | FL1                   | 0          | 0          | FACup+CdL       | -               | -               | -                  | -                  | -                  | FLT         | -           | -           | 0      | 0      |
| 2008-gen. 2009        | Swansea City          | FLC                   | 4          | -6         | FACup+CdL       | 1+1             | 0 + -1          | -                  | -                  | -                  | -           | -           | -           | 6      | -7     |
| gen.-giu. 2009        | Cardiff City          | FLC                   | 6          | -6         | FACup+CdL       | 0               | 0               | -                  | -                  | -                  | -           | -           | -           | 6      | -6     |
| 2009-2010             | Coventry City         | FLC                   | 3          | -5         | FACup+CdL       | 1+1             | 0 + -1          | -                  | -                  | -                  | -           | -           | -           | 5      | -6     |
| Totale Coventry City  | Totale Coventry City  | Totale Coventry City  | 24         | -39        |                 | 4               | -3              |                    | -                  | -                  |             | -           | -           | 28     | -42    |
| 2010-2011             | Kerkyra               | SL                    | 30         | -40        | CG              | 1               | 0               | -                  | -                  | -                  | -           | -           | -           | 31     | -40    |
| 2011-2012             | AEK Atene             | SL                    | 9+6        | -6 + -5    | CG              | 0               | 0               | UEL                | 5                  | -8                 | -           | -           | -           | 20     | -19    |
| 2012-2013             | AEK Atene             | SL                    | 24         | -25        | CG              | 0               | 0               | -                  | -                  | -                  | -           | -           | -           | 24     | -25    |
| Totale AEK Atene      | Totale AEK Atene      | Totale AEK Atene      | 33+6       | -31 + -5   |                 | 0               | 0               |                    | 5                  | -8                 |             | -           | -           | 44     | -44    |
| 2013-2014             | Middlesbrough         | FLC                   | 12         | -12        | FACup+CdL       | 1+0             | -2              | -                  | -                  | -                  | -           | -           | -           | 13     | -14    |
| 2014-2015             | Middlesbrough         | FLC                   | 40+3       | -29 + -3   | FACup+CdL       | 0+2             | -1              | -                  | -                  | -                  | -           | -           | -           | 45     | -33    |
| 2015-2016             | Middlesbrough         | FLC                   | 46         | -31        | FACup+CdL       | 0               | 0               | -                  | -                  | -                  | -           | -           | -           | 46     | -31    |
| 2016-2017             | Middlesbrough         | PL                    | 0          | 0          | FACup+CdL       | 1+0             | 0               | -                  | -                  | -                  | -           | -           | -           | 1      | 0      |
| Totale Middlesbrough  | Totale Middlesbrough  | Totale Middlesbrough  | 98+3       | -72 + -3   |                 | 4               | -3              |                    | -                  | -                  |             | -           | -           | 105    | -78    |
| Totale carriera       | Totale carriera       | Totale carriera       | 324        | -340       |                 | 26              | -20             |                    | 5                  | -8                 |             | 4           | -7          | 359    | -375   |

### Cronologia presenze e reti in nazionale
| Cronologia completa delle presenze e delle reti in nazionale ― Grecia | Cronologia completa delle presenze e delle reti in nazionale ― Grecia | Cronologia completa delle presenze e delle reti in nazionale ― Grecia | Cronologia completa delle presenze e delle reti in nazionale ― Grecia | Cronologia completa delle presenze e delle reti in nazionale ― Grecia | Cronologia completa delle presenze e delle reti in nazionale ― Grecia | Cronologia completa delle presenze e delle reti in nazionale ― Grecia | Cronologia completa delle presenze e delle reti in nazionale ― Grecia |
| Data                                                                  | Città                                                                 | In casa                                                               | Risultato                                                             | Ospiti                                                                | Competizione                                                          | Reti                                                                  | Note                                                                  |
| --------------------------------------------------------------------- | --------------------------------------------------------------------- | --------------------------------------------------------------------- | --------------------------------------------------------------------- | --------------------------------------------------------------------- | --------------------------------------------------------------------- | --------------------------------------------------------------------- | --------------------------------------------------------------------- |
| 4-6-2011                                                              | Atene                                                                 | Grecia                                                                | 3 – 1                                                                 | Malta                                                                 | Qual. Euro 2012                                                       | -1                                                                    |                                                                       |
| Totale                                                                |                                                                       | Presenze                                                              | 1                                                                     |                                                                       | Reti                                                                  | -1                                                                    |                                                                       |